# José Antonio Querejeta
José Antonio Kerejeta Altuna (Lazcano, Guipúzcoa, 19 de marzo de 1957), popularmente conocido como Josean Kerejeta, es un exbaloncestista español, presidente del Saski Baskonia desde 1988. Bajo su dirección el club vitoriano se ha hecho un hueco entre la élite del baloncesto europeo.

## Trayectoria deportiva
Tiene una estrecha relación con el baloncesto desde pequeño, primero en el Beasáin, luego en el Atlético San Sebastián, hasta que se disolvió. Fue cuando Pepe Laso, entonces entrenador del Baskonia, lo fichó junto a Kepa Segurola y Manu Moreno.
Posteriormente jugó en el Real Madrid, el Joventut de Badalona y el CAI Zaragoza, tres equipos punteros en los que labró una destacable trayectoria como jugador. En aquellos años ochenta, el Baskonia competía con el Águilas de Bilbao (posteriormente llamado Caja Bilbao) y, finalmente, con el Askatuak de San Sebastián.

## Trayectoria directiva
Cuando Querejeta llegó a la presidencia del equipo vitoriano en 1988, los tres clubes luchaban para no perder la primera categoría de baloncesto. El Baskonia consiguió permanecer en la élite del baloncesto nacional, hecho que no pudieron lograr los otros dos equipos vascos que acabaron por desaparecer.
Querejeta cree fundamental para haber alcanzado el éxito en la élite baloncestística del Baskonia el apoyo de la masa social vitoriana. Una ciudad con gran tradición de baloncesto (8.000 socios en 2009).
El primer presupuesto que asumió su directiva fue de 600.000 euros; ascendiendo a 14 millones de euros el de 2007. Entonces, el patrocinador era fundamental puesto que representaba una cifra cercana al 60% del presupuesto, mientras que en 2007 sólo cubre el 12%. Por lo que se ha precisado generar recursos financiaros para que el club no dependa de entidades externas. Claros ejemplos en este sentido son el espacio de ocio de más de 3.000 metros cuadrados que gestiona el Baskonia en el Centro Comercial Boulevard de Vitoria o el proyecto de ciudad deportiva, de próxima construcción, con una inversión de unos 28 millones de euros finalizada en 2008.